# Edward McGinty
Edward Joseph McGinty (Motherwell, 5 agosto 1999) è un calciatore irlandese con cittadinanza scozzese, portiere dello Shamrock Rovers.

## Carriera
Cresciuto nei settori giovanili di Hibernian, Celtic e Sligo Rovers, ha esordito tra i professionisti con il club irlandese il 27 ottobre 2017, nell'incontro di campionato pareggiato per 0-0 contro il Drogheda Utd. Il 27 agosto 2019, dopo essersi imposto come titolare nel ruolo, prolunga per un'ulteriore stagione con i Rovers; il 30 novembre 2020 firma un rinnovo biennale.
Il 21 luglio 2022 viene acquistato dall'Oxford United, con cui firma un triennale con opzione. Dopo aver collezionato dieci presenze totali con il club inglese, il 24 gennaio 2024 fa ritorno a titolo temporaneo allo Sligo Rovers; il 1º luglio il prestito viene esteso fino al termine della stagione. Il 9 gennaio 2025 viene acquistato dallo Shamrock Rovers.

## Statistiche

### Presenze e reti nei club
Statistiche aggiornate al 24 maggio 2025.
| Stagione             | Squadra              | Campionato           | Campionato | Campionato | Coppe nazionali | Coppe nazionali | Coppe nazionali | Coppe continentali | Coppe continentali | Coppe continentali | Altre coppe | Altre coppe | Altre coppe | Totale | Totale |
| Stagione             | Squadra              | Comp                 | Pres       | Reti       | Comp            | Pres            | Reti            | Comp               | Pres               | Reti               | Comp        | Pres        | Reti        | Pres   | Reti   |
| -------------------- | -------------------- | -------------------- | ---------- | ---------- | --------------- | --------------- | --------------- | ------------------ | ------------------ | ------------------ | ----------- | ----------- | ----------- | ------ | ------ |
| 2017                 | Sligo Rovers         | PD                   | 1          | 0          | CI+CdL          | 0+0             | 0               | -                  | -                  | -                  | -           | -           | -           | 1      | 0      |
| 2018                 | Sligo Rovers         | PD                   | 4          | -8         | CI+CdL          | 0+0             | 0               | -                  | -                  | -                  | SCC         | 1           | -2          | 5      | -10    |
| 2019                 | Sligo Rovers         | PD                   | 21         | -27        | CI+CdL          | 4+0             | -3 + 0          | -                  | -                  | -                  | -           | -           | -           | 25     | -30    |
| 2020                 | Sligo Rovers         | PD                   | 18         | -23        | CI              | 3               | -3              | -                  | -                  | -                  | -           | -           | -           | 21     | -26    |
| 2021                 | Sligo Rovers         | PD                   | 33         | -29        | CI              | 0               | 0               | -                  | -                  | -                  | -           | -           | -           | 33     | -29    |
| feb.-lug. 2022       | Sligo Rovers         | PD                   | 19         | -20        | CI              | 0               | 0               | UECL               | 2                  | -2                 | -           | -           | -           | 21     | -22    |
| 2022-2023            | Oxford Utd           | FL1                  | 3          | -5         | FACup+CdL       | 3+2             | -5 + -4         | -                  | -                  | -                  | EFLT        | 2           | -2          | 10     | -16    |
| 2023-gen. 2024       | Oxford Utd           | FL1                  | 0          | 0          | FACup+CdL       | 0+0             | 0               | -                  | -                  | -                  | EFLT        | 0           | 0           | 0      | 0      |
| Totale Oxford United | Totale Oxford United | Totale Oxford United | 3          | -5         |                 | 5               | -9              |                    | -                  | -                  |             | 2           | -2          | 10     | -16    |
| 2024                 | Sligo Rovers         | PD                   | 36         | -50        | CI              | 2               | -2              | -                  | -                  | -                  | -           | -           | -           | 38     | -52    |
| Totale Sligo Rovers  | Totale Sligo Rovers  | Totale Sligo Rovers  | 132        | -157       |                 | 9               | -8              |                    | 2                  | -2                 |             | 1           | -2          | 144    | -169   |
| 2025                 | Shamrock Rovers      | PD                   | 17         | -16        | CI              | 0               | 0               | UCoL               | 2                  | -1                 | -           | -           | -           | 19     | -17    |
| Totale carriera      | Totale carriera      | Totale carriera      | 152        | -178       |                 | 16              | -19             |                    | 4                  | -3                 |             | 3           | -4          | 175    | -204   |